# Dvärgstinksot
Dvärgstinksot orsakas av en svampart, Tilletia controversa, som beskrevs av J.G. Kühn 1874. Tilletia controversa ingår i släktet Tilletia,  och familjen Tilletiaceae.   Inga underarter finns listade.
Dvärgstinksot är en sjukdom som bland annat drabbar höstvete, där den gör att vetekärnorna ersätts av svarta sotkärnor. Vete som drabbats av sjukdomen är otjänlig som föda och i värsta fall även som djurfoder. Dvärgstinksot är en allvarlig sjukdom som kan orsaka stora skördenedsättningar och kan bara bekämpans med betning av utsädet. Vid ekologiskodling kan dvärgstinksot bli ett mycket stort problem då det visat sig att endast kemisk betning har gett goda resultat. Svampen förekommer mest på Gotland, i östra Mellansverige, Kalmar län, Öland och även Västergötland. Sjukdomen kan förväxlas med vanlig stinksot.

## Biologi
Svampens teliosporer är ljusgroende, det innebär att endast de sporer som ligger i markytan kan gro och därmed orsaka infektion. Vid skörd sprids sporer över fältet och kan spridas med vind till närliggande fält. Vid sådd av nästa höstvetegröda angrips plantor av sporer som kommit upp till ytan efter jordbearbetningen. Svampen kan även spridas med smittat utsäde, marken blir då berikad med sporer men eftersom sporerna är kräver ljus för att gro angrips inte årets höstvetegröda. Svampens sporer kan överleva i marken uppemot 10 år. 
Veteplantorna infekteras i groddplantstadiet och optimala förhållanden för infektion är en temperatur på 5-8 °C, risken för angrepp är störst med en dagsmedeltemperatur på 6 °C under 11-50 dagar efter sådd. Ett långvarigt snötäcke på otjälad mark ger högre risk för infektion.  När sporerna gror tränger mycelet in i vetegrodden där det växer och livnär sig av veteplantan genom parasitär symbios. När småaxen bildas tränger mycelet in i blomdelarna och förstör kärnanlagen, där svampen bildar sporer för att föröka sig. De angripna småaxen omvandlas till sotkärnor när vetet mognar där varje sotkärna innehåller 5-10 miljoner sporer. Vid skörd sprids sporerna till marken och friska kärnor varav livscykeln är komplett. 

## Identifiering
En veteplanta som angripits av dvärgstinksot får gula blad och blir kraftig bestockad. Strån med angripna ax blir dvärgväxta (sällan längre än 30 cm), huvudskott och enstaka sidoskott kan vara friska och vara av normal längd. När axet tränger fram omvandlas kärnorna till sotkärnor. Axet får ett spretigt utseende och kan ta längre tid att mogna. Sotkärnorna innehåller svampens sporer som är bruna till färgen och luktar sillake.  

## Bekämpning och certifiering
Sjukdomen kan bekämpas genom utsädesbetning och genom odling av resistenta sorter. Kända höstvetesorter som är toleranta mot dvärgstinksot är Festival, Hallfreda och Stava.  Det finns även odlingstekniska åtgärder att vidta om det finns sporer av dvärgstinksot i marken för att minska risken för angrepp i kommande höstvetegrödor. Tex. högt ställt skärbord vid tröskning så att de kortare sotaxen inte kommer in i tröskan, samt djupare sådd då grund sådd ökar risken för angrepp. Tidigare sådd minskar även angrepet då infektionen är värre när plantorna är små inför övervintringen. 
Utsädesbetning mot dvärgstinksot har visat sig ge god effekt. Exempel på olika betningsmedel som ger bra effekt är Celest Extra Formula M, Difend Extra, Dividend Formula M och Vibrance Gold.  Eftersom sjukdomen kan spridas via smittat utsäde måste utsädet vara så gott som friskt från sporer för att kunna certifieras. Om utsädet innehåller mer än 500 sporer/gram så får det inte certifieras. Om det förekommer sporer fast under gränsvärdet får utsädet certifieras så länge det har betats med något av de effektiva betningsmedlen. Vid ekologiskt utsäde är inte utsädesbetning tillåten. Därför får inte utsädet innehålla några spår av dvärgstinksotsporer vid analys för att kunna certifieras.